# Dzikowo (powiat wałecki)
Dzikowo (pol. hist. Dykowo) – wieś w Polsce, położona w województwie zachodniopomorskim, w powiecie wałeckim, w gminie Wałcz.

## Podział
| SIMC    | Nazwa  | Rodzaj    |
| ------- | ------ | --------- |
| 0988744 | Smoląg | część wsi |

## Historia
Miejscowość pierwotnie związana była z Zachodnim Pomorzem oraz Wielkopolską. Ma metrykę średniowieczną i istnieje co najmniej od połowy XV wieku. Wymieniona pierwszy raz w dokumencie zapisanym po łacinie z 1448 pod nazwą Dykowo, 1532 Dykaw, 1560 Dikow, 1563 Dikowo, 1944 Dyck.
W 1448 leżała w starostwie wałeckim, a w 1563 powiecie wałeckim Korony Królestwa Polskiego. W 1628 leżała w parafii Nakielno.
Miejscowość była wsią szlachecką. Według nieznanych obecnie źródeł kościelnych zaczerpniętych przez F. Schultza w 1306  Hasso von Wedell z Tuczna ufundował lenno w Dzikowie przeznaczone dla wasali w podeszłym wieku. W 1448 miecznik poznański Jan Wedelski zapisał żonie Annie po 2500 grzywien posagu oraz wiana na części dóbr Tuczno, dóbr Frydland (obecnie Mirosławiec) oraz na wsiach w starostwie wałeckim, w tym m.in. na Dzikowie. W 1462 część wsi odziedziczyła żona Jana de Wedel Katarzyna, która zapisaną miała na nim oprawę wdowią. W 1471 Anna wdowa po mieczniku poznańskim Janie Wedelskim sprzedała Andrzejowi Szamotulskiemu swoją oprawę na dobrach Tuczno, Frydland oraz na wsiach starostwa wałeckiego w tym na wsi Dzikowo. W 1472 transakcję tę potwierdził król polski Kazimierz Jagiellończyk. W 1532 Maciej Tuczyński de Wedel oddał swoim synom Janowi, Krzysztofowi i Stanisławowi m.in. dobra Tuczno, a w nim m.in. Dzikowo. W 1560 Krzysztof Tuczyński zastawił szlachcicowi Szymonowi Heffth mieszczaninowi ze Stargardu za 2000 florenów pomorskich część Dzikowa wraz z jeziorami Nakło i Wronie.
Wieś odnotowały historyczne rejestry podatkowe. W 1563 pobór zapłacono z części Krzysztofa Bolta z 8,5 łana oraz z części Hipolita Hepth z 11 łanów. W 1577 podatki pobrano od Bohów z Dzikowa oraz retenta od 12 śladów. W 1579 pobór zapłacono z części Krzysztofa Bolta od 16 półanków lennych oraz od owczarza, a z części Walentego Bolta od 2 półśladów, 5 zagrodników oraz drugiego owczarza.
W wyniku rozbiorów Polski w 1772, miejscowość przeszła w posiadanie Prus i jak cała Wielkopolska znalazła się w zaborze pruskim.
W latach 1975–1998 wieś należała administracyjnie do województwa pilskiego.
Gmina Wałcz utworzyła sołectwo Dzikowo, które obejmuje Dzikowo, Smoląg, Rusinowo. Rada sołecka może się składać z 3–6 członków.